# Acanthoceto ladormida
Acanthoceto ladormida là một loài nhện trong họ Anyphaenidae.
Loài này thuộc chi Acanthoceto. Acanthoceto ladormida được M. J. Ramírez miêu tả năm 1997.